# Auguste Anicet-Bourgeois

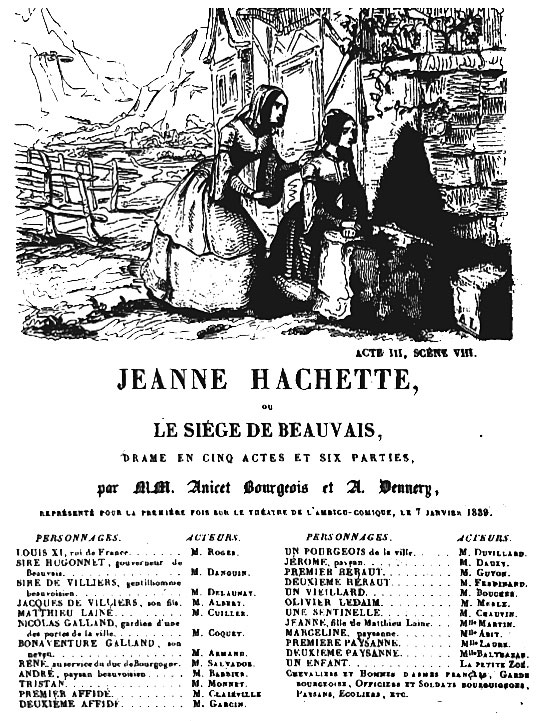
1838

Auguste Anicet-Bourgeois, född 25 januari 1806, död 1871, var en fransk teaterförfattare.

## Biografi
Anicet-Bourgeois skrev sedan 1825 en mängd på sin tid populära folkstycken, skådespel såväl som lustspel, vådeviller och poera-comique-texter, ofta i förening med andra som Alexandre Dumas d.ä., Paul Henri Féval, Joseph-Philippe Lockroy, A. M. B. Gaudichet-Masson med flera.
Av hans stycken är flera uppförda i Sverige, bland annat La petite Fadette (Lilla Fadette 1854), efter George Sands roman, senare undanträngd av Charlotte Birch-Pfeiffers Syrsan